# Scytodidae
Scytodidae Blackwall, 1864 è una famiglia di ragni appartenente all'infraordine Araneomorphae.

## Etimologia
Il nome deriva dal greco σκυτὼδης, skytòdes cioè simile al cuoio, per la colorazione del corpo di questo colore, ed il suffisso -idae, che designa l'appartenenza ad una famiglia.

## Caratteristiche
Sono detti anche ragni sputatori, in quanto colpiscono le loro prede sputando un fluido che al contatto diventa una massa velenosa e appiccicaticcia. Ciascuno dei due fori dei cheliceri può emettere questa sostanza, anche contemporaneamente. La grandezza varia dai tre ai sei millimetri, zampe incluse.
Hanno sei occhi sistemati su tre paia e sono aplogini, cioè le femmine sono mancanti di organi genitali evidenti, al pari dei Sicariidae e dei Diguetidae. Ne differiscono nell'avere un carapace sagomato a cupola e chiazzato con ghirigori che a noi occidentali sembrano ricordare caratteri arabi o cinesi.

## Comportamento
Sono ragnetti di abitudini notturne e vanno verso la preda con un ondeggiante zig-zag, percorrendo sul terreno una sorta di Z all'avvicinarsi ad essa.

## Distribuzione
Sono pressoché cosmopoliti, ad eccezione delle regioni settentrionali del Canada e della Russia.

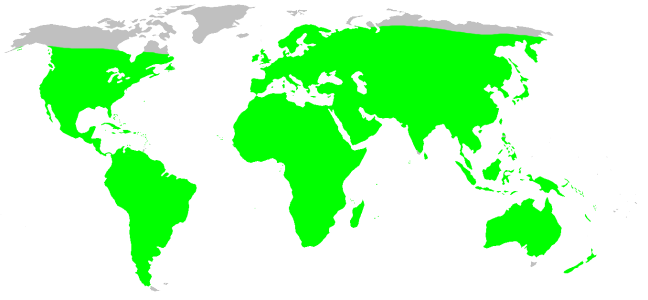
Scytodidae, distribuzione

## Tassonomia
Attualmente, a luglio 2017, si compone di cinque generi e 245 specie::
- Dictis L.Koch, 1872 - dalla Cina all'Australia
- Scyloxes Dunin, 1992 - Tagikistan
- Scytodes Latreille, 1804 - cosmopolita
- Soeuria Saaristo, 1997 - Isole Seychelles
- Stedocys Ono, 1995 - Malaysia, Thailandia